# 廖建新
廖建新（1965年2月—），北京邮电大学网络与交换技术国家重点实验室教授，主要从事网络智能化、普适服务等方面的研究工作。入选中华人民共和国教育部2008年度"长江学者"特聘教授。曾就读于电子科技大学。